# Varden
Varden är en stor samling av människor, alver och dvärgar som kämpar mot kung Galbatorix i Christopher Paolinis fantasytrilogi Arvtagaren.

## Information
Gruppen har sitt högkvarter i Farthen Dûr, en stad i berget, men efter att deras gömställe blivit avslöjat tvingas de att flytta hela gruppen till landet Surda, efter striden vid Farthen Dûr som utkämpades mellan Galbatorix arme och Varden. Vinnare var Varden, som i sedan flyr till Surda som i hemlighet stött Varden genom många år. I den första boken är Ajihad Vardens ledare, men hans dotter Nasuada tar över platsen efter hans död. I första boken ligger Varden i Tronjheim (jättehjälmen), dvärgarnas huvudstad. När de flyttar till Surda så bor de vid Aberon där kung Orrin härskar över Surda. Varden har både dvärgar och människor men alverna gömmer sig i Ellesméra och Osilon med mera. Eragon färdas till dem för att hjälpa dem i deras kamp mot Galbatorix i bok 1. I den tredje boken, Brisingr, intar Varden staden. Tvillingarna var en del av Varden tills de vände sig emot dem. 
Namnet Varden kommer från en översättning av väktarna till Det Gamla Språket.